# Deception IV: Blood Ties
Deception IV: Blood Ties, in Giappone Kagerō: Dark Side Princess (影牢 〜ダークサイドプリンセス〜?)  è un videogioco strategico distribuito dalla Koei Tecmo nel 2014 per PlayStation 3 e PlayStation Vita. È il quinto videogioco della serie Deception, distribuito nove anni dopo Trapt.
Una versione migliorata, intitolata Deception IV: The Nightmare Princess, è stata distribuita inizialmente in Giappone il 26 marzo 2015 per PlayStation 4, PlayStation 3 e PlayStation Vita, mentre le versioni occidentali verranno distribuite nel luglio 2015.

## Modalità di gioco
Come per ogni altro gioco della serie, lo scopo è attirare i nemici nelle varie trappole, l'ultimo mezzo difensivo disponibile nel gioco. La varietà di trappole include massi che rotolano, elettrocuzione, fiamme, muri con spuntoni, cannoni per sparare persone, bucce di banana, vergini di Norimberga e locomotive. Il tempo d'attivazione delle trappole è uno degli aspetti più importanti del gioco in quanto permette di creare delle combo ma, se calcolato male, può anche imprigionare il giocatore.
Le trappole sono questa volte divise in metodi: brutalità, magnificenza e umiliazione; ogni tipo offre diversi premi al giocatore in base ai tre personaggi di supporto che affiancano la protagonista. Le stanze in cui si svolge l'azione permettono inoltre di essere sfruttate, in base alla loro particolarità, come la pendenza o la scivolosità, per infliggere più danni ai nemici. La versione per PlayStation Vita permette al giocatore di attivare le trappole tramite il touch screen.

## Trama
Laegrinna è la figlia del Diavolo, nata da un frammento della sua anima. Tremila anni fa il Diavolo è stato sconfitto da dodici guerrieri, conosciuti come i Santi, che lo hanno imprigionato usando i Sacri Versi. Questi versi sono stati divisi in dodici oggetti, tramandati dai Santi ai loro discendenti, ed è il compito di Laegrinna ritrovarli per liberare suo padre. Con lei sono presenti Caelea, Veruza e Lilia, demoni e servitrici di suo padre.

## Personaggi
Laegrinna (レグリナ?, Regurina)
È la figlia del Diavolo, arrivata nel mondo degli umani per cercare i Versi Sacri, oggetti usati per imprigionare suo padre. La sua missione è distruggerli per liberare il Diavolo.
Veruza (ヴェルザ?)
È il demone del tormento sadico, una delle tre servitrici del diavolo.
Caela ( カエリア?, Kaeria)
È il demone della morte elaborata, una delle tre servitrici del diavolo.
Lilia ( リリア?, Riria)
È il demone della rovina umiliante, una delle tre servitrici del diavolo.
Zeno Shin (ゼノ・シーン?, Zeno Shīn)
È il guerriero della giustizia divina, uno degli antagonisti del gioco. Possiede uno dei dodici Versi.
Lyla Gun Feyconia (ライラ・ガン・フェイコニア?, Raira Gan Feikonia)
È un'inquisitrice della Chiesa di Decroya, altro avversario nel gioco. Possiede uno dei dodici Versi.

## Sviluppo
Il gioco è stato annunciato alla SCEJ Press Conference nel settembre 2013 e successivamente presentato al Tokyo Game Show dello stesso anno. Sono la sperimentazione di Trapt, si è deciso di continuare il ritorno alle origini della serie, riprendendo vari elementi del primo videogioco, Devil's Deception, sia tecnici che d'ambientazione, come i vari riferimenti al potere satanico delle trappole.
Nel gioco sono stati inseriti due costumi per la protagonista, uno di Ayane di Dead or Alive e uno di Totori di Atelier Totori: Alchemist of Arland 2, entrambe serie della Koei Tecmo.

## Accoglienza
Durante la prima settimana di distribuzione in Giappone sono state vendute 23,254 copie fisiche della versione PlayStation 3 e 19,322 di quella PlayStation Vita. Famitsū ha valutato il gioco con un punteggio di 34/40.